# Rondonanthus flabelliformis
Rondonanthus flabelliformis är en gräsväxtart som först beskrevs av Harold Norman Moldenke, och fick sitt nu gällande namn av Nancy Hensold och Ana Maria Giulietti. Rondonanthus flabelliformis ingår i släktet Rondonanthus och familjen Eriocaulaceae. Inga underarter finns listade i Catalogue of Life.